# 格蘭特山
格蘭特山（英語：Mount Grant, South Georgia），是南極洲的山峰，位於南喬治亞島南部，處於埃斯馬克冰川和凱爾豪冰川之間，海拔高度1,205米，由英國南極名稱諮詢委員會命名，現時由英國海外領土管轄。